# Жохи (Цехановський повіт)
Жохи (пол. Żochy) — село в Польщі, у гміні Ойжень Цехановського повіту Мазовецького воєводства.
Населення — 255 осіб (2011).
У 1975-1998 роках село належало до Цехановського воєводства.

## Демографія
Демографічна структура станом на 31 березня 2011 року:
|          | Загалом | Допрацездатний вік | Працездатний вік | Постпрацездатний вік |
| -------- | ------- | ------------------ | ---------------- | -------------------- |
| Чоловіки | 131     | 35                 | 88               | 8                    |
| Жінки    | 124     | 22                 | 74               | 28                   |
| Разом    | 255     | 57                 | 162              | 36                   |